# Fairlands
Fairlands är en by i Surrey i England. Byn är belägen 4,5 km 
från Guildford. Orten har 1 497 invånare (2015).